# Hestvika
Hestvika est une localité du comté de Nordland, en Norvège.

## Géographie
Administrativement, Hestvika fait partie de la kommune de Sørfold.